# Taylorsville (Utah)
Taylorsville es una ciudad del condado de Salt Lake, estado de Utah, Estados Unidos. Según el censo de 2000 tenía una población de 57.439 habitantes. Se estima que supoblación en 2005 creció hasta los 58.009 habitantes. Taylorsville fue incorporado a partir del lugar designado por el censo (Census-designated place o CDP) Taylorsville-Bennion  y parte del CPD Kearns el 24 de abril de 2006.

## Geografía
Taylorsville se encuentra en las coordenadas 40°39′18″N 111°56′58″O / 40.65500, -111.94944.
Según la oficina del censo de Estados Unidos, la ciudad tiene una superficie total de 27,7 km². No tiene superficie cubierta de agua.